# Urartu

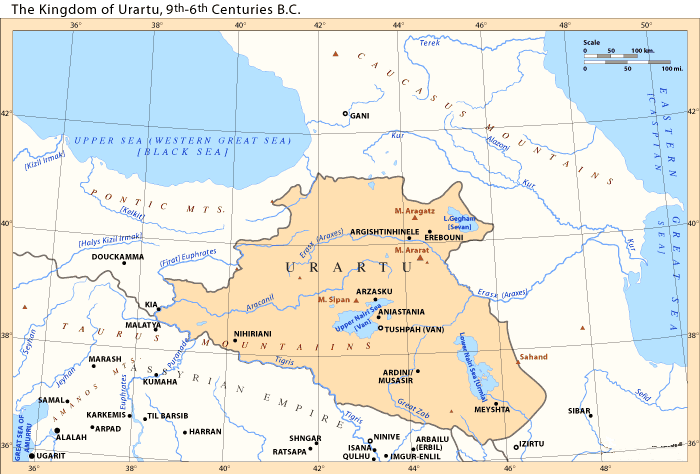
Urartu

Urartu var ett forntida rike (cirka 1200 till 600-talet f.Kr.) vid Vansjön i östra nuvarande Turkiet. Området för rikets största utbredning återfinns nu i Armenien, östra Turkiet och nordvästra Iran. Huvudstaden, som låg vid Vansjöns östra strand, hette Tushpa och numera heter staden Van.

## Historia
Urartu nämns första gången i medelassyriska inskrifter från 1200-talet f.Kr. som en benämning på olika stammar i Vanområdet. Fram till 800-talet f.Kr. bildades en stat som cirka 830–735 f.Kr. var en stormakt i området under en svaghetsperiod för det Nyassyriska riket. Kung Menua utvidgade gränsen till Urmiasjön och till Eufrat samt grundade flera städer. Under kungarna Argishtis och Sardur II:s regeringstid växte riket så att det omfattade även området kring Sevansjön. De nyassyriska kungarna Tiglat-Pilesar III och Sargon II hejdade Urarturikets expansion. Omkring 600 f.Kr. förstördes de flesta städerna i riket av skyterna och Urartu upphörde att vara ett eget rike. Urartu uppgick först i medernas rike, sedan persernas rike för att sedan bli en del av Armenien.

### Ursprung
Den tidigaste benämningen av Urartu kommer från inskriptioner av kung Shalmaneser I av Assyrien och beskrivs där som den del av Nari-federationen vilket var en lös sammanslutning av småkungadömen och stammar i det armeniska höglandet. Själva Urartu skall ha härskat över området kring Vansjön och de kom att erövras av Shalmaneser I och hans armé. Urartu skulle komma att bli självständigt igen under det första assyriska rikets kollaps men utsattes för flera anfall från assyrierna under århundradena som följde. Främst under kungarna Tukulti-Ninurta I (c. 1240 f.Kr.), Tiglath-Pileser I (c. 1100 f.Kr.), Ashur-bel-kala (c. 1070 f.Kr.), Adad-nirari II (c. 900 f.Kr.), Tukulti-Ninurta II (c. 890 f.Kr.), and Ashurnasirpal II (883–859 f.Kr.). 
På 800-talet f.Kr. omnämns Urartu som en mäktig stat och rival till assyrierna och det verkar som att områdets tidigare småkungadömen och stammar enats till ett rike av Arame av Urartu. Arame hade först sin huvudstad vid Sugunia men flyttade den sedan till Arzashkun. 843 besegrades han och tillfångatogs av kung Shalmaneser III av Assyrien och Urartu blev därefter åter igen ett assyriskt vasallkungadöme.

### Uppgång
Under 830-talet f.Kr. drabbades det assyriska riket av stagnation vilket gav Urartu utrymme att åter igen befria sig från Assyrien och börja växa. 832 f.Kr. blev Sarduri I kung av Urartu (832–820 f.Kr.) och han grundade en ny dynasti i riket. Sarduri flyttade rikets huvudstad till Tushpa (dagens Van) vid Vansjön och byggde upp dess armé. Han lyckades sedan driva tillbaka ett assyriskt anfall lett av Shalmaneser III och Urartu blev därmed ett av de mäktigaste rikena i Mellanöstern.  Sarduri's son Ispuini (820-800 f.Kr.) efterträdde sin far vid dennes död och annekterade grannstaten Musasir. Musasir blev sedan en av rikets viktigaste religiösa kultplatser för Haldikulten. Efter att ha erövrat Musasir anfölls riket åter igen av assyrierna under kung Shamshi-Adad V. Invasionen misslyckades och assyrierna drevs tillbaka. Mot slutet av sin tid gjorde Ispuini sin son Menua (800-785 f.Kr.) till medregent. När han avled tog Menua över och han utvidgade Urartus territorier ännu mer. han kom även att lämna efter sig reliefer och inskriptioner i riket. Menua utmärker sig även som den förste urartiska konung som lät nedteckna skrifter på Urartiska istället för akkadiska som de tidigare kungarna använt sig av.
Menua efterträddes i sin tur av sin son Argishti I (785–760 f.Kr.) som kom att leda Urartu till sin absoluta zenit. Under honom var Urartu så stort som det någonsin skulle komma att bli och de ansågs vara en av de absolut mäktigaste staterna i Mellanöstern. Argishti erövrade områdena i Aras och Sevansjön och besegrade flera assyriska kampanjer utförda av Shalmaneser IV. Han grundade även flera nya städer och försvarsverk, bland annat Erebunifästningen och skall ha tillfångatagit 6,600 slavar. Det Urartiska riket sträckte sig nu norr om Aras och Sevansjön och innehöll därmed hela dagens Armenien och södra Georgien, I nordväst sträckte sig riket nästan tills Svarta havet och i väst till Eufrates källa, i öst så långt som Tabriz vid Urmiasjön och i söder till Tigris källa. Rikets glansdagar skulle dock snart nå sitt slut när Tiglath-Pileser III av Assyrien invaderade och erövrade dem 745 f.Kr.. Han påträffade där ryttare och hästar som var bättre än de hästar assyrierna hade i sitt hemland och assyrierna tog med sig hästarna tillbaka till Assyrien där de blev del av den assyriska stridsvagnsarmén.

### Nedgång
Tiglath-Pileser III höll inte kvar sina urartiska erövringar men kriget verkar ha varit en vändpunkt för riket. 714 f.Kr. drabbades Urartu hårt av kimmeriska räder och assyriska kampanjer utförda av Sargon II. Musasir intogs och plundrades och kung Rusa besegrades av Sargon i slaget vid Urmia. Han skall sedan ha begått självmord på grund av skammen. Rusa's son Argishti II (714–685 f.Kr.) blev nu kung av Urartu och han byggde upp rikets försvar mot Kimmererna. 705 lyckades han även förhandla fram ett fredsavtal med Assyriens nya konung Sennacherib vilket innebar att rikets södra gräns säkrades. Detta skapade en tid av välgång för riket som varade till Argishti's son Rusa II:s död (685–645 f.Kr.).
Efter Rusa II verkar det urartiska riket sakta ha brutits ned av konstanta kimmeriska och skytiska anfall. som resultat av detta blev de beroende av assyriskt skydd vilket visar sig tydligt i Rusa II:s son Sarduri III:s brev där Assyriens kung Ashurbanipal tilltalas som "fader".

### Fall
Sarduri III följdes av tre kungar—Erimena (635–620 f.Kr.), hans son Rusa III (620–609 f.Kr.), och dennes son Rusa IV (609–590/585 f.Kr.). Under det sena 600-talet f.Kr. invaderades Urartu igen av skyter och nu även deras allierade mederna. 612 f.Kr. föll det assyriska riket till en allians av mederna, babylonierna och skyterna och Urartu hade nu förlorat sitt enda riktiga skydd. Mederna erövrade stora delar av Urartu och 590 f.Kr. intog de huvudstaden Tushpa. Det Urartiska riket var därmed upplöst och fynd från tiden visar att huvudstaden brändes ned.
Efter sitt fall ersattes Urartu av den persiska satrapen Armenien. Vad som hände mellan Urartus fall och Armeniens uppkomst är till stor del okänt.

## Namn
Urartu är det assyriska namnet på statsbildningen, på urarteiska kallades riket Biaini alternativt Biainili och på hebreiska Ararat.

## Kultur
Området utgör ett bergigt landskap och bebyggelsen låg främst i dalgångarna och städerna hade ofta en klippfästning på en höjd ovanför staden. Jordbruket använde bevattningskanaler och hästar avlades för militärt bruk. Utgrävningar har utförts i Tushpa och i närliggande orter samt i bland annat Teishebaini väster om Jerevan i Armenien, i Bastam i nordvästra Iran och i Altintepe vid Eufrat. Under utgrävningarna har man funnit utsmyckade vapen och redskap av brons och järn. Urartus statsgud hette Haldi och därutöver dyrkades Tesheba, väderguden och Shivini, solguden. Utöver det avbildades också bevingade skyddsväsen i konsten.

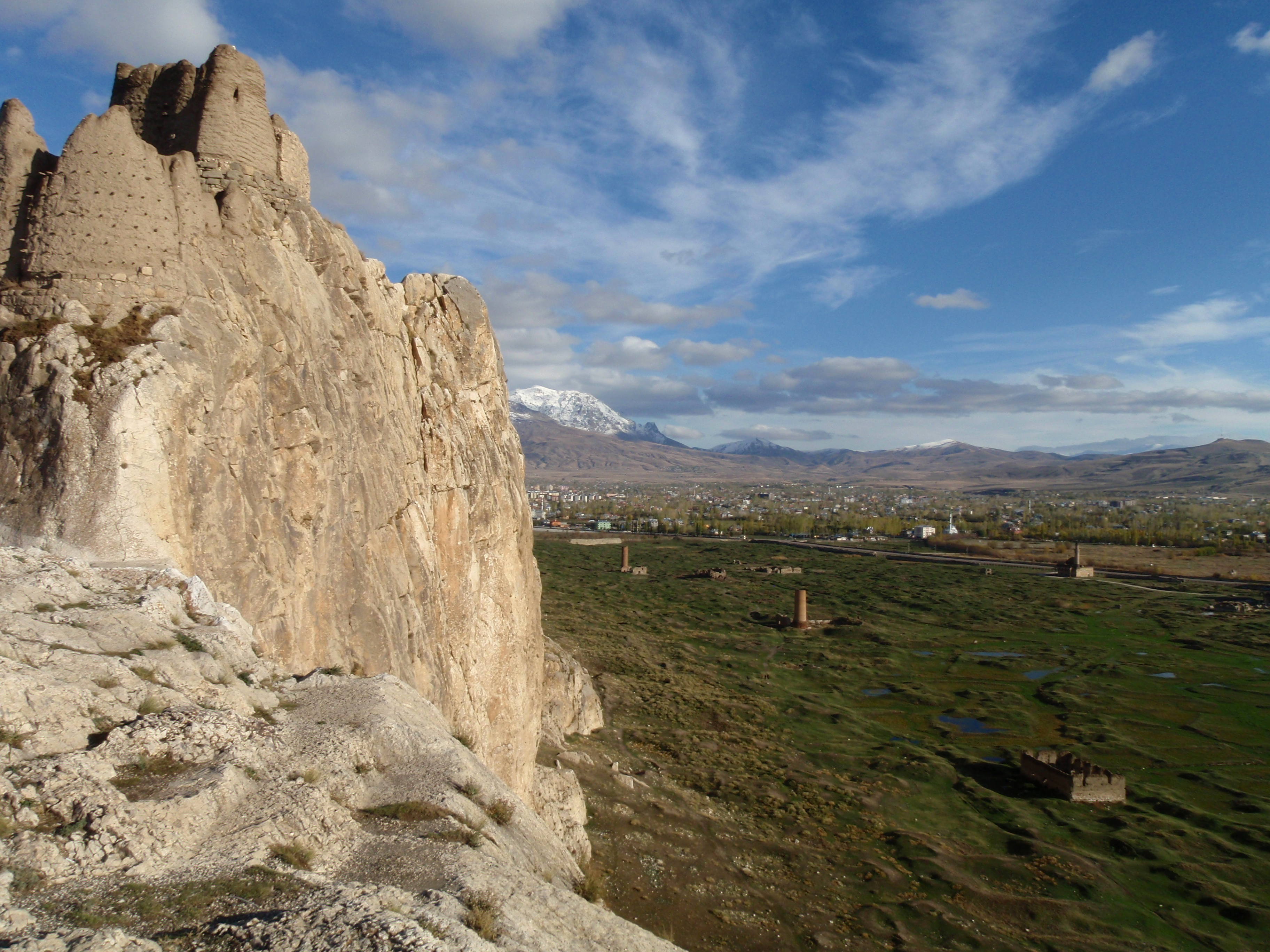
Vanfortet ovanför Tushpa
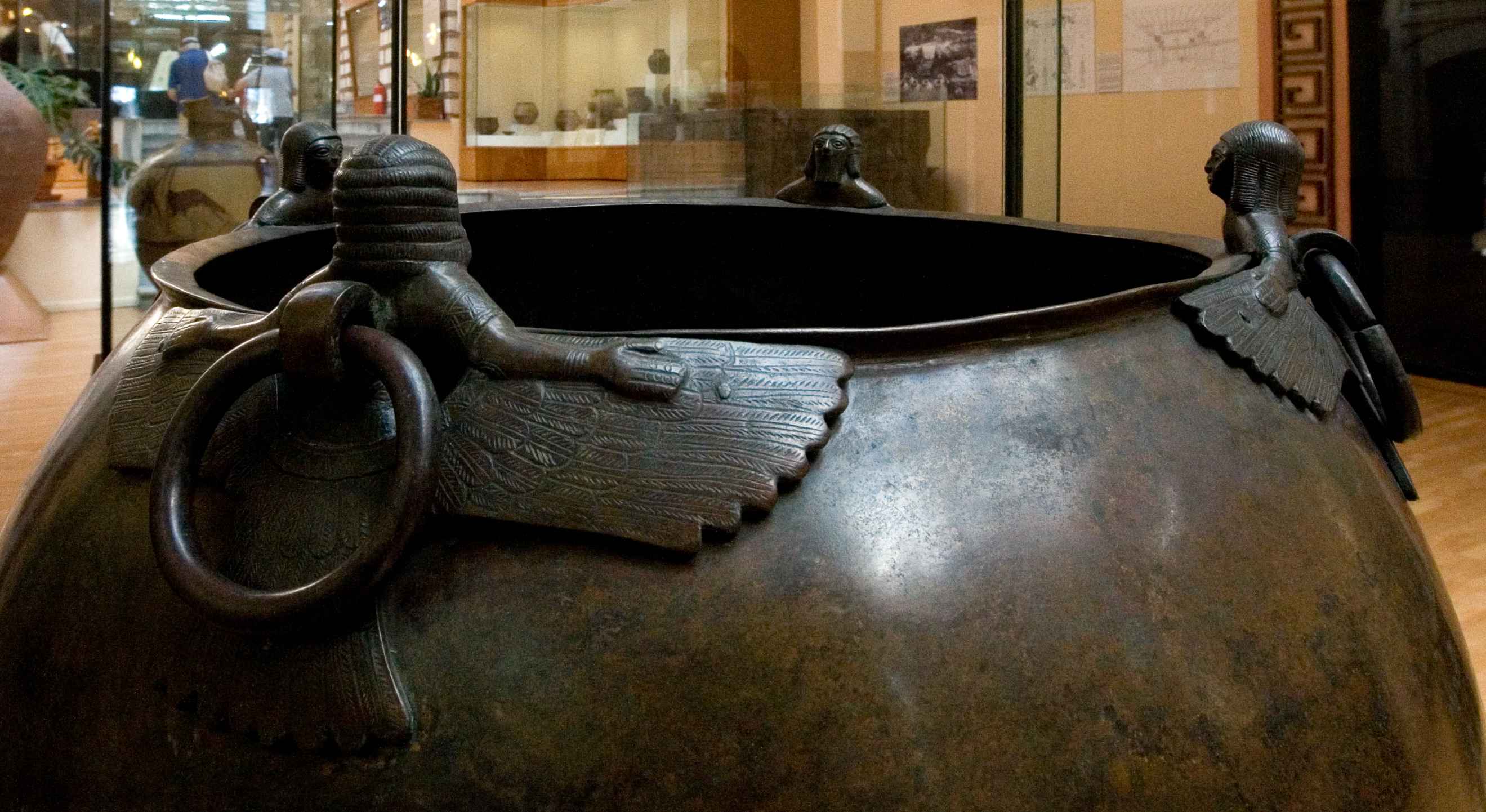
Kittel

Urarteiskan är besläktad med hurritiska och urarteiska texter skrevs på tavlor av lera, sten eller metall med mesopotamisk kilskrift eller med en figurskrift som ännu inte kunnat tydas.